# Vènula
Una vènula és una vena molt petita de la microcirculació que permet que la sang torni dels llits capil·lars per drenar-se al sistema venós a través de venes cada cop més grans. Les vènules postcapil·lars són les més petites de les venes amb un diàmetre d'entre 10 i 30 micròmetres (μm). Quan les vènules postcapil·lars augmenten de diàmetre fins a 50 μm poden incorporar múscul llis i es coneixen com a vènules musculars. Les venes contenen aproximadament el 70% del volum total de sang, mentre que al voltant del 25% es troba a les vènules. Moltes vènules s'uneixen per formar una vena.

## Estructura
Les vènules postcapil·lars tenen una sola capa d'endoteli envoltada per una làmina basal. La seva mida és d'entre 10 i 30 micròmetres i són massa petites per contenir múscul llis. En canvi, estan recolzats per pericits que les envolten. Quan les vènules postcapil·lars augmenten de diàmetre fins a 50 μm poden incorporar múscul llis i es coneixen com a vènules musculars. Tenen un endoteli intern format per cèl·lules endotelials escamoses que actuen com a membrana, una capa mitjana de teixit muscular i elàstic i una capa externa de teixit connectiu fibrós. La capa mitjana està poc desenvolupada de manera que les vènules tenen parets més primes que les arterioles. Són poroses de manera que els fluids i les cèl·lules sanguínies poden, des del torrent sanguini, traspassar fàcilment les seves parets.
Les vènules portals curtes situades entre la hipòfisi posterior i els lòbuls anteriors de la hipòfisi proporcionen una via per a un ràpid intercanvi hormonal a través de la sang.
A diferència de les vènules normals, les vènules endotelials altes són un tipus especial de vènules on l'endoteli està format per cèl·lules cuboïdals simples. Llavors, quan es detecta una infecció els limfòcits surten del torrent sanguini i entren als ganglis limfàtics a través d'aquestes vènules especialitzades.
En comparació amb les arterioles, les vènules són més grans amb una capa muscular molt més feble.